# جنوب مسطاحة المخروم
جنوب مسطاحة المخروم بلدة سوريّة تتبع إداريّاً لمحافظة حلب منطقة منبج ناحية مسكنة، بلغ تعداد سكانها 586 نسمة حسب التعداد السكاني لعام 2004.